# Marianne Siproudhis
 (mai 2025).
L'article doit être relu — et modifié si nécessaire — par des contributeurs indépendants pour apporter un regard critique aux contributions effectuées en violation des conditions d'utilisation de Wikipédia, tant sur la forme (notamment concernant le style encyclopédique, la proportionnalité) que sur le fond (la neutralité de point de vue, la qualité et l'indépendance des sources).
(Politique pour les contributions rémunérées | Comprendre le dépubage | En discuter)
Marianne Siproudhis, née le 18 février 1964 à Orléans, est, depuis fin 2015, la directrice générale de France Télévisions Publicité, la régie publicitaire de France Télévisions.

## Biographie
Elle débute en tant que consultante marketing puis rejoint le Groupe Tests où elle est successivement directrice de la publicité des titres du pôle presse informatique professionnelle et des titres micro mensuels du Groupe Tests, puis directrice commerciale et marketing, avant d’être promue éditrice de New Biz. Elle a également occupé différentes fonctions de directrice déléguée, éditrice, directrice marketing et commercial pour les groupes Vivalaville, Vivendi Publishing ainsi que de L'Express.
En 2002, elle est appelée à la direction des titres d'information générale de Manchette Publicité (anciennement Amaury Medias). Sept ans plus tard, elle en devient la présidente,,.
En 2015, elle est nommée directrice générale de France Télévisions Publicité,,, la régie publicitaire du groupe France Télévisions. 
De septembre 2020 à octobre 2024, elle élargit son périmètre à la direction du marketing et de la communication du groupe France Télévisions.

## Autres fonctions
De 2017 à 2019, elle est présidente de La Place Média, renommée, depuis, MediaSquare, le 1er ad-exchange privé, issu de l’alliance stratégique des régies de marques média.